# Tillandsia rosacea
Tillandsia rosacea är en gräsväxtart som beskrevs av Lieselotte Hromadnik och Walter Till. Tillandsia rosacea ingår i släktet Tillandsia och familjen Bromeliaceae. Inga underarter finns listade i Catalogue of Life.